# Kifuka
Kifuka Es un pueblo en Kivu del Sur, República Democrática del Congo. El pueblo, localizado a 970 metros de altitud en una región montañosa, es el sitio poblado más cercano al lugar que recibe el mayor número de relámpagos de manera anual; la región es golpeada por 158 rayos por kilómetro cuadrado cada año (409 por sq mi).